# Erysipeloïd
Erysipeloïd of vlekziekte is een huidinfectieziekte die bij mensen meestal wordt veroorzaakt door de bacterie Erysipelothrix rhusiopathiae en doorgaans mild verloopt. Vlekziekte ontstaat veelal aan de vingers wanneer E. rhusiopathiae de huid binnendringt als er een klein wondje aanwezig is. Vooral mensen die professioneel met dieren, vlees of vis werken lopen meer risico.
Er zijn drie te onderscheiden vormen:
- Lokaal cutaan - (erysipeloïd van Rosenbach) meestal aan de vingers; blauwrode, drukpijnlijke vlekken op de huid, soms aanwezigheid van vesikels of bullae.
- Diffuus cutaan - meerdere paarse maculae of plaques.
- Gegeneraliseerd - met koorts, sepsis, koude rillingen, gewichtsverlies, malaise, artritis, meningitis, endocarditis.

E. rhusiopathiae kan een langzaam genezende cellulitis veroorzaken die vaker voorkomt bij personen die in contact komen met vis of rauw vlees. E. rhusiopathiae veroorzaakt ook een vorm van erysipelas bij varkens. Het komt veel voor bij gedomesticeerde varkens en kan worden overgedragen op mensen die met varkens werken. Het krijgt meestal toegang door schaafwonden in de hand. Bacteriëmie en endocarditis zijn ongewoon, maar kan ernstige gevolgen hebben. Vanwege de zeldzaamheid van gerapporteerde gevallen bij de mens, worden E. rhusiopathiae- infecties vaak verkeerd geïdentificeerd bij presentatie.

## Behandeling
Doorgaans wordt een kuur van vijf dagen tot een week voorgeschreven met orale penicilline of intramusculaire procaïne-benzylpenicilline. Erytromycine of doxycycline kunnen in plaats daarvan worden gegeven aan mensen die allergisch zijn voor penicilline. E. rhusiopathiae is ongevoelig voor vancomycine. De gegeneraliseerde vorm wordt bij voorkeur behandeld met een enkele dosis benzathinebenzylpenicilline, toegediend via intramusculaire injectie.
Indien niet behandeld zal erisypeloïd doorgaans binnen enkele weken tot maanden spontaan genezen. Om complicaties te vermijden heeft behandeling met antibiotica de voorkeur.